# Montipora verrilli
Montipora verrilli är en korallart som beskrevs av Vaughan 1907. Montipora verrilli ingår i släktet Montipora och familjen Acroporidae. IUCN kategoriserar arten globalt som otillräckligt studerad. Inga underarter finns listade i Catalogue of Life.